# Enol

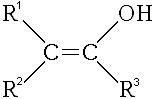
Fórmula geral de um enol

Em química orgânica, enol é uma função orgânica caracterizada por uma hidroxila ligada a um carbono com hibridação sp². É um alceno que possui um grupo hidroxila unido a um dos átomos de carbono insaturado, de cadeia alifática. 

## Enol
Aldeídos e cetonas com pelo menos um hidrogênio {\displaystyle \alpha } (hidrogênio ligado ao carbono imediatamente adjacente ao carbonila) encontram-se em equilíbrio com um isômero denominado enol. Este equilíbrio chama-se tautomerismo ceto-enólico. Os tautômeros são isômeros que diferem entre si apenas na posição de um átomo ou grupo de átomos. Para cetonas e aldeídos simples, o equilíbrio encontra-se fortemente deslocado no sentido do composto carbonilo. Isto permite sintetizar aldeídos a partir de alcinos: a hidratação de um alcino dá origem a um enol, que está em equilíbrio com o composto carbonilo correspondente.
A enolização pode ser catalisada por uma base forte, como o aniôn hidróxido. A base retira um hidrogênio, dando origem ao enolato correspondente. O enolato é uma espécie estabilizada por ressonância.
Esta ressonância é a razão da elevada acidez dos hidrogênios a dos aldeídos e cetonas, uma vez que o aniôn enolato é mais estabilizado do que o composto carbonilo original.
O enol pode ser identificado pelo grupo CH2=CH-OH ligado a outro radical como CH3.